# 歴城区
歴城区（れきじょう-く）は、中華人民共和国山東省済南市に位置する市轄区。

## 歴史
戦国時代に設置された歴下邑を前身とする。前漢の景帝4年（前153年）に歴城県が設置される。1987年に市轄区に改編され現在に至る。

## 行政区画
下部に22街道を管轄する。
- 街道
  - 山大路街道、洪家楼街道、東風街道、全福街道、華山街道、荷花路街道、王舎人街道、鮑山街道、郭店街道、唐冶街道、港溝街道、董家街道、彩石街道、仲宮街道、柳埠街道、唐王街道、西営街道
- 済南高新技術産業開発区
  - 舜華路街道、孫村街道、巨野河街道、遥墻街道、臨港街道

## 名所旧跡
- 四門塔（中国語版） - 隋代の建物で中華人民共和国全国重点文物保護単位。

## 交通
- 歴城駅
- 済南遥墻国際空港 - 章丘区との境界にある。